# Balon de observație
Un balon de observație este un tip de balon care este folosit ca platformă aeriană pentru colectarea de informații și de dirijare a tirului artileriei. Utilizarea baloanelor de observație a început în timpul războaielor revoluționare franceze, ajungând la zenitul lor în timpul Primului Război Mondial și continuă să fie utilizate astăzi în mod limitat.

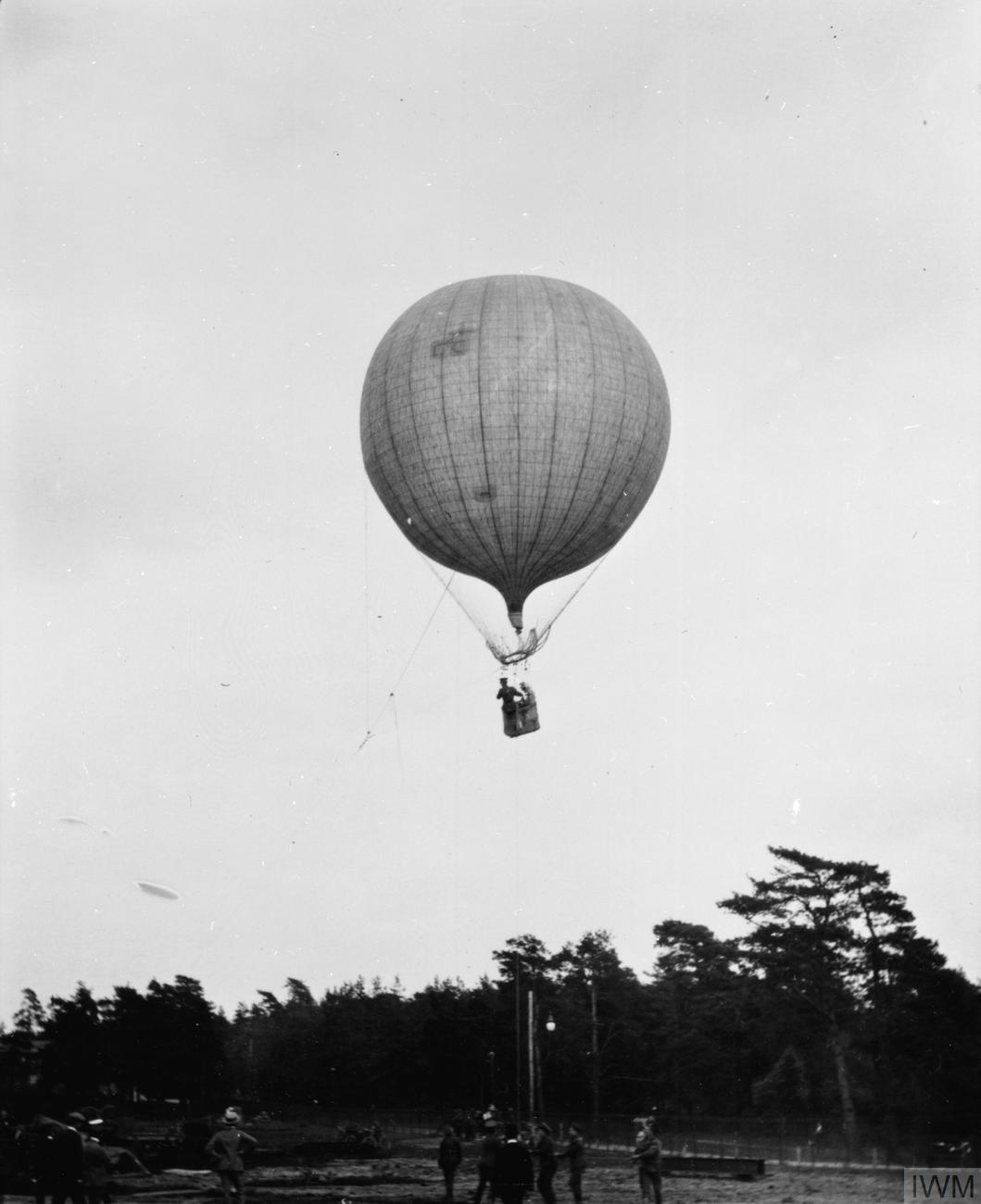
Balon de observație britanic, anul 1908.

La început, baloanele de observație au fost umplute cu hidrogen, a cărei natură inflamabilă a dus la distrugerea a sute de baloane de ambele părți. Echipajul baloanelor de observație trebuiau să folosească în mod frecvent o parașută pentru a evacua balonul când acesta era atacat. Pentru a evita aceste consecințe, baloanele de observație de după Primul Război Mondial au fost adesea umplute cu heliu neinflamabil.

## Istoric

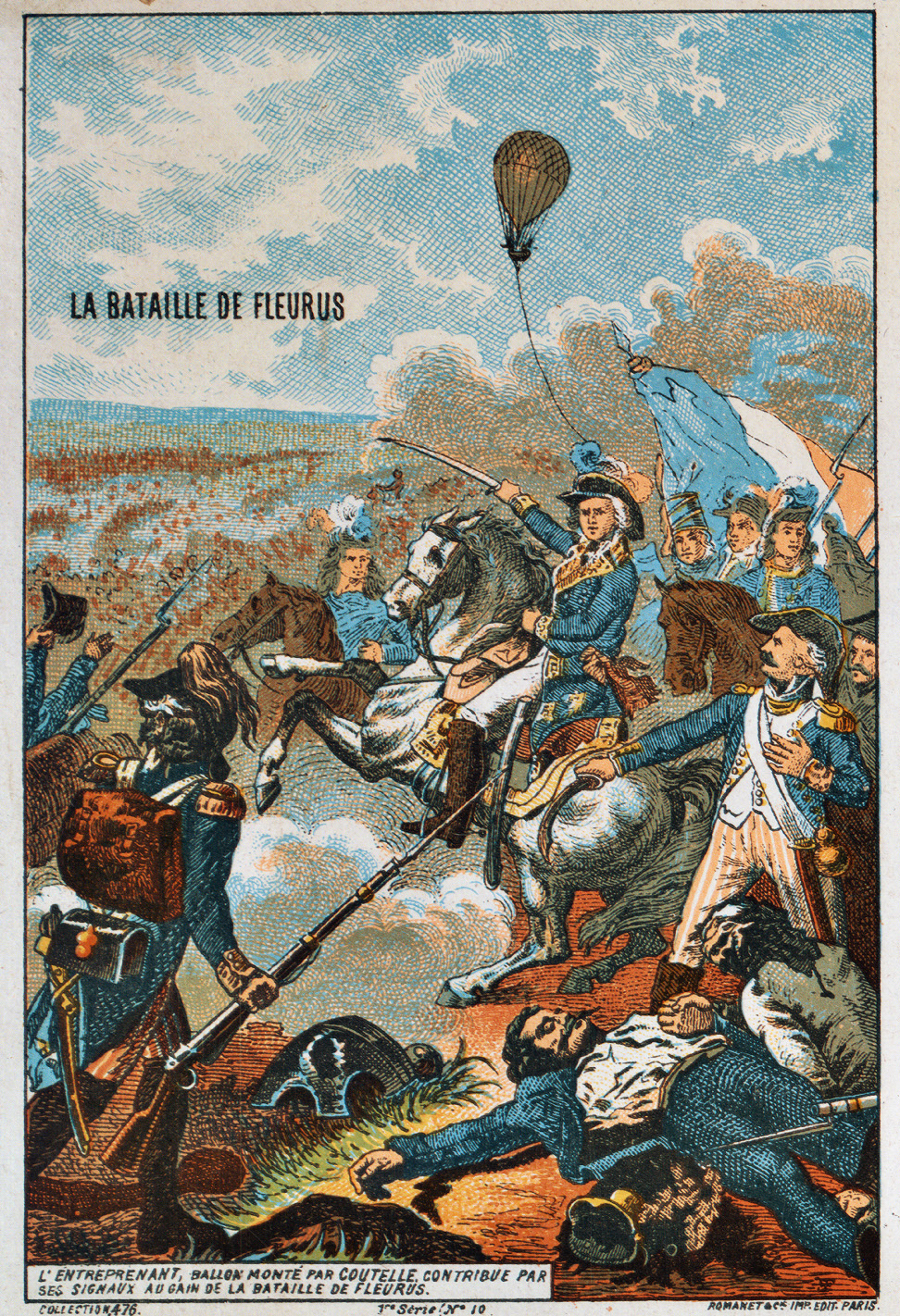
Bătălia de la Fleurus, 26 iunie 1794, a văzut prima utilizare militară a unei aeronave (L'Entreprenant).

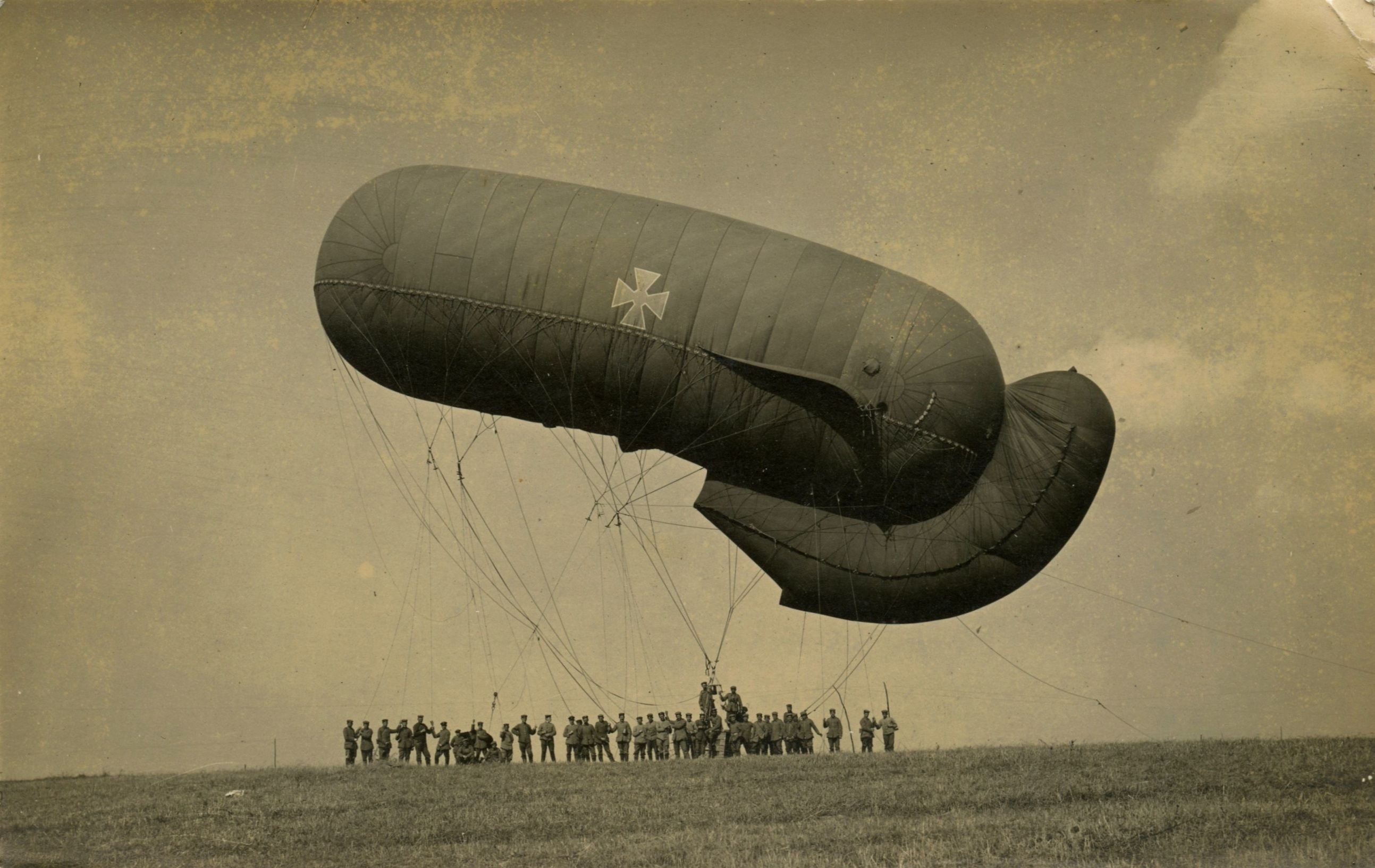
Balon de observație german de tip Parseval-Siegsfeld din Primul Război Mondial.

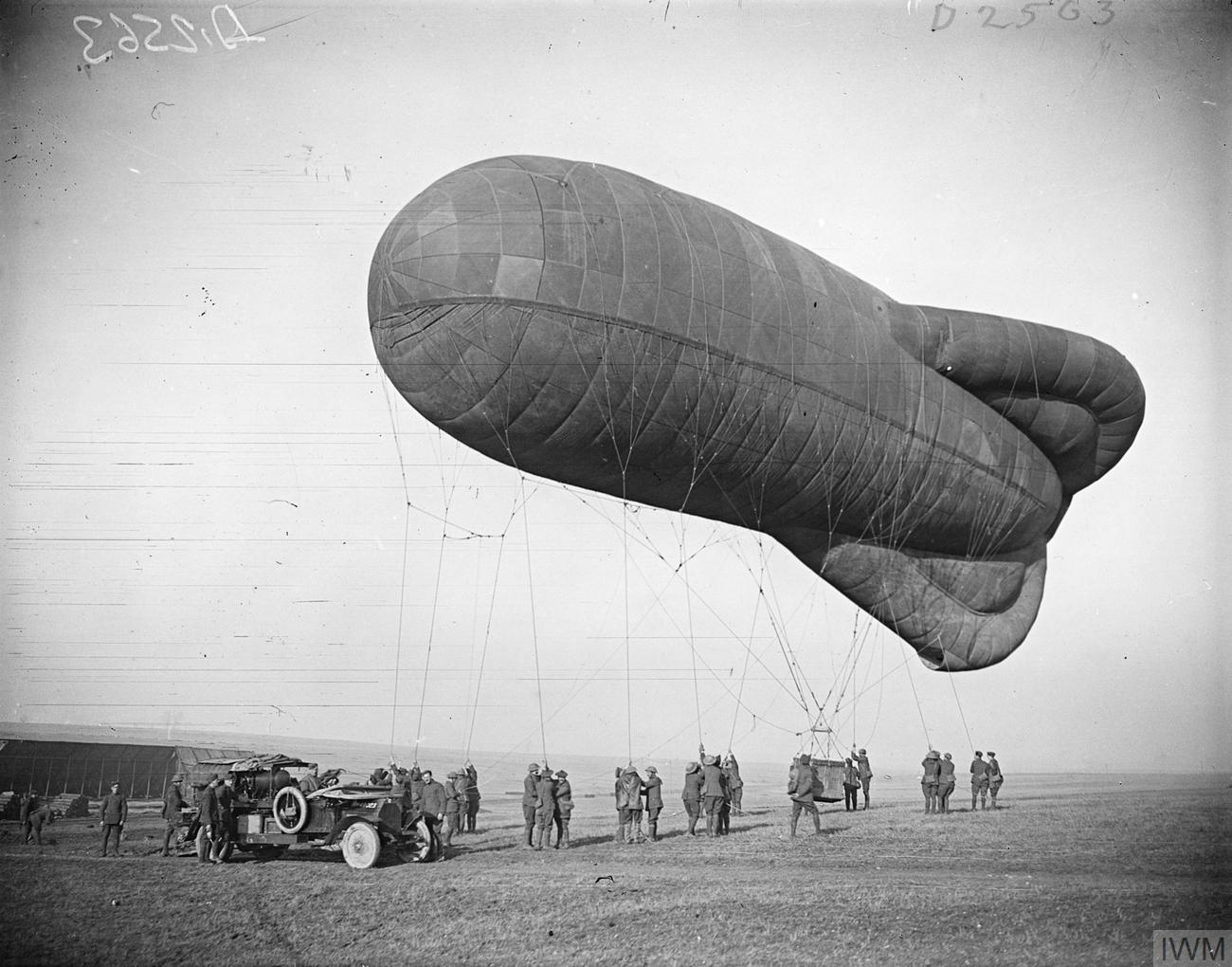
Balon de observație francez de tip Caquot din Primul Război Mondial.

Prima utilizare militară a baloanelor de observație a fost făcută de Corpul Aerostatic Francez în timpul războaielor revoluționare franceze, prima dată în timpul bătăliei de la Fleurus (1794). Cel mai vechi balon de observație, L'Intrépide, este expus într-un muzeu din Viena. Acestea au fost folosite de ambele părți în timpul Războiului civil american (1861-65) și au continuat să fie folosite în timpul războiului franco-prusac (1870-71). Baloanele au fost desfășurate pentru prima oară de Inginerii Regali ai Armatei Britanice în timpul expedițiilor la Bechuanaland în 1884 și la Suakin în 1885. Aceștia au fost de asemenea dislocați în timpul celui de-al doilea Război Boer (1899-1902), unde au fost folosiți în observarea artileriei la Bătălia de la Magersfontein și în timpul asediului de la Ladysmith.
Primul Război Mondial a fost punctul culminant pentru utilizarea militară a baloanelor de observație, care au fost desfășurate pe scară largă de ambele părți. Artileria s-a dezvoltat până în punctul în care era capabilă să tragă ținte dincolo de raza vizuală a unui observator la sol. Poziționarea observatorilor de artilerie pe baloane, în general la câțiva kilometri în spatele liniilor de front și la altitudine, le-a permis să vadă ținte la o distanță mai mare decât ar fi putut la sol. Acest lucru a permis artileriei să profite de domeniul său sporit.
Britanicii, în ciuda experienței lor de la sfârșitul anilor 1800 din Africa, se afla in urma evoluțiilor și foloseau încă baloane sferice. Acestea au fost repede înlocuite de tipuri mai avansate, cunoscute sub denumirea de baloane-zmeu, care au fost modelate aerodinamic pentru a fi stabile și care ar putea funcționa în condiții meteorologice mai extreme. Germanii au dezvoltat pentru prima dată balonul de tip Parseval-Siegsfeld, iar francezii au răspuns repede cu tipul Caquot.
Datorită importanței lor ca platforme de observație, baloanele au fost apărate de arme anti-aeriene, grupuri de mitraliere pentru apărare la altitudine mică și avioane de luptă. Atacul unui balon era o provocare riscantă, dar unii piloți s-au bucurat de provocare.
Echipajele de observație din Primul Război Mondial au fost primii care au folosit parașute, cu mult înainte de a fi adoptate de către echipajele avioanelor. Parașutele au fost adoptate pentru prima oară de germani și apoi de britanici și francezi pentru echipajele lor de observare a baloanelor.
Baloanele-zmeu au început să fie folosite pe mare pentru atacurile anti-submarin spre sfârșitul Primului Război Mondial. Baloanele de observație au jucat, de asemenea, un rol important în timpul Războiului Rece; de exemplu, proiectul Mogul a folosit baloane de observație la mare altitudine pentru a monitoriza testele nucleare sovietice. Cu toate acestea, aeronavele mai grele decât aerul efectuează acum majoritatea operațiunilor. Aerostatele au fost folosite de forțele militare americane și de coaliție în Irak și în Afganistan.